# Vasil A. Popov
Vasil Atanasov Popov, né le 14 janvier 1942 à Sofia et décédé le 31 mai 1990 à Philadelphie, est un mathématicien bulgare. Il a apporté de nombreuses contributions à la théorie de l'approximation. Le prix Popov, institué à sa mémoire et décerné par l'Interdisciplinary Mathematics Institute (IMI) de l'université de Caroline du Sud récompense de jeunes mathématiciens travaillant sur la théorie de l'approximation et les champs mathématiques liés aux travaux de Popov.

## Biographie
Les parents de Vasil Popov sont intellectuels, son père est docteur en philosophie et sa mère est traductrice de français et chevalier de l'Ordre des Arts et des Lettres. Dès les débuts de l'installation du régime communiste en Bulgarie, son père est persécuté pour ses idées politiques. Vasil choisit une carrière scientifique qui ne demande pas d'engagement politique.

## Carrière
En 1965 Vasil Popov est diplômé du département de mathématiques à l'université de Sofia et occupe un poste permanent à l'institut de mathématiques de l'académie bulgare des sciences. Sa thèse de Ph. D., intitulée Convex Approximation, rédigée sous la direction et Blagovest Sendov, est soutenue en 1971. Il obtient un doctorat en sciences en 1977 avec une dissertation sur Direct and Converse Theorems in Approximation Theory. Il devient chercheur sénior en 1974, professeur titulaire en 1981 et, en 1984, est le plus jeune membre correspondant de l'académie bulgare des sciences. Durant toute sa carrière, il enseigne les mathématiques à l'université de Sofia. Il séjourne  également dans plusieurs centres de recherche internationaux, tels que l'institut de mathématiques Steklov à Moscou, l'université de Caroline du Sud et l'université Temple à Philadelphie. Vasil Popov décède à Philadelphie le 31 mai 1990.

## Recherche
Les recherches de Vasil Popov portent principalement sur la théorie de l'approximation. Ses ouvrages principaux sont :
- (avec Pencho P. Petrushev), Rational approximation of real functions, Cambridge University Press, coll. « Encyclopedia of Mathematics and its Applications » (no 28), 2011 (1re éd. 1987), 384 p. (ISBN 978-0-521-17740-5, lire en ligne).
- (avec Blagovest Sendov), The averaged moduli of smoothness. Applications in numerical methods and approximation, Chichester (UK), Wiley-Interscience Publications, coll. « Pure and Applied Mathematics », 1988, x+181 (ISBN 978-0471919520).

Il a également travaillé sur les ondelettes, et les équations différentielles,  et en analyse de Fourier, fonctions réelles, analyse numérique et analyse fonctionnelle.